# Sarima satsumana
Sarima satsumana är en insektsart som beskrevs av Matsumura 1916. Sarima satsumana ingår i släktet Sarima och familjen sköldstritar. Inga underarter finns listade i Catalogue of Life.